# Zorzines yoshimotoi
Zorzines yoshimotoi là một loài bướm đêm trong họ Noctuidae.